# Эфрон, Георгий Сергеевич
Георгий Сергеевич Эфро́н (1 февраля 1925, деревня Вшеноры, под Прагой, Первая Чехословацкая республика — июль 1944, под Друйкой, Браславский район, Витебская область, Белорусская ССР, СССР) — автор дневников, сын Сергея Эфрона и поэтессы Марины Цветаевой, постоянный персонаж дневников своей матери.

## Биография
Родился 1 февраля 1925 года в деревне Вшеноры, под Прагой, в семье Сергея Эфрона и поэтессы Марины Цветаевой, находившихся в эмиграции. Для них он был желанным и любимым ребёнком. 31 октября 1925 года Цветаева вместе с ним и дочерью Алей покинула Прагу, оставив там мужа, пока не желавшего выезжать. Они перебрались в Париж, по приглашению подруги Цветаевой и почитательницы её таланта Ольги Черновой.
Осенью 1933 года восьмилетний Георгий начал учиться в частной французской католической школе в Кламаре. Он стал лучшим учеником в классе и пребывал им три года подряд.
Во Франции Георгий Эфрон сформировался как личность. Эта страна стала его воздухом, он органично впитывал её культуру и уже не мыслил себя вне этого пространства. Он одинаково хорошо владел французским и русским, учил немецкий, с шести лет умел читать и писать, а к десяти годам прочёл многое из того, что его сверстники познают к шестнадцати. Был воспитан на самых высоких образцах мировой культуры, прекрасно разбирался в политике, искусстве, общественной жизни. Тем не менее, цветаеведы характеризуют его как подростка избалованного и эгоистичного при несомненной талантливости. Мур — так Георгия называли близкие — рос в обстановке эмигрантской бедности и материнской любви. А затем вместе с матерью прибыл в Москву, хотя очень любил Францию.
Вначале в СССР возвратилась старшая сестра Георгия Ариадна, затем отец Сергей Эфрон, вслед за ними, 18 июня 1939-го, — Цветаева с 14-летним Георгием. Вскоре отец и сестра Георгия были арестованы. Одним из немногих близких Муру людей стал Вадим Сикорский, «Валя», в будущем поэт, прозаик и переводчик. Именно ему и его семье довелось принять Георгия в эвакуации в Елабуге, когда его мать там покончила с собой 31 августа 1941 года. Другим близким Георгию человеком был Дмитрий Сеземан, также сын вернувшихся из Франции эмигрантов.
После смерти матери благодаря поэту Николаю Асееву Георгий был принят на учебу в школу-интернат в Чистополе, но вскоре вернулся в Москву, а в октябре 1941 года эвакуировался в Ташкент, где он быстро израсходовал последние деньги, ждал переводов от сестёр отца, голодал, одалживал, воровал, находился под следствием, получал помощь от Литфонда, от семьи Алексея Толстого, от сестёр отца и др. Когда в очередной раз возвратился в Москву, осенью 1943 года поступил в Литературный институт. Однако учиться ему выдалось недолго.
26 февраля 1944 года Георгия Эфрона призвали в армию. Три месяца он проходил подготовку в 84-м запасном стрелковом полку в Алабино. В запасном полку ему было очень тяжело. Он писал своей тете по отцу Елизавете Яковлевне Эфрон (1885—1976):

Ротный старшина наш — просто зверь; говорит он только матом, ненавидит интеллигентов, заставляет мыть полы по три раза, угрожает избить и проломить голову. <...> 99 % роты — направленные из тюрем и лагерей уголовники, которым армия, фронт заменила приговор. 

В мае 1944 года Георгий был отправлен с маршевым пополнением на фронт и зачислен в 7-ю стрелковую роту 3-го стрелкового батальона 437-го стрелкового полка 154-й стрелковой дивизии. 28 июня 1944 года он принял свой первый бой. 4 июля 1944 года он написал последнее в своей жизни письмо своей тете и ее подруге Зинаиде Митрофановне Ширкевич:

Дорогие Лиля и Зина!
Довольно давно Вам не писал; это объясняется тем, что в последнее время мы только и делаем, что движемся, движемся, движемся, почти безостановочно идем на запад: за два дня мы прошли свыше 130 км (пешком)! И на привалах лишь спишь, чтобы смочь идти дальше. Теперь вот уже некоторое время, как я веду жизнь простого солдата, разделяя все ее тяготы и трудности. История повторяется: и Ж. Ромэн, и Дюамель и Селин тоже были простыми солдатами, и это меня подбодряет! Мы теперь идем по территории, находящейся за пределами нашей старой границы; немцы поспешно отступают, бомбят наступающие части, но безуспешно; т. к. движение вперед продолжается. Население относится радушно; народ симпатичный, вежливый; разорение их не особенно коснулось, т. к. немцев здесь было довольно мало, а крестьяне — народ хитрый и многое припрятали, а скот держали в лесах. Итак, пока мы не догнали бегущих немцев; все же надо предполагать, что они где-нибудь да сосредоточатся, и тогда разгорятся бои. Пейзаж здесь замечательный, и воздух совсем иной, но всего этого не замечаешь из-за быстроты марша и тяжести поклажи. Жалко, что я не был в Москве на юбилеях Римского-Корсакова и Чехова!
Пишите! Привет. Преданный Вам Мур

7 июля 1944 года Георгий был ранен в бою у деревни Друйка и отправлен в медсанбат. Но до медсанбата он не добрался, и по документам числился пропавшим без вести. Исследователь Виктор Сенча полагает, что группа раненых, отправленных в 183-й медсанбат, была уничтожена прямым попаданием авиабомбы. После войны останки советских солдат, погибших в боях и захороненных в разных местах, перезахоронили в братской могиле города Браслава (Витебская область, Белоруссия). Там были похоронены 432 солдата и офицера, из которых имена 49 так и не были установлены. Среди имен, высеченных на плитах братской могилы («воинское захоронение № 4046»), имени красноармейца Георгия Эфрона нет. Но попытки обнаружить место захоронения останков Георгия Эфрона привели к тому, что в 1977 году на могиле неизвестного солдата в деревне Струневщина Браславского района был установлен памятник, на котором указано имя красноармейца Эфрона («воинское захоронение № 2199»). Это и есть место предполагаемого захоронения Георгия. Позже там был поставлен черный мраморный памятник с солдатской звездой и надписью: «Эфрон Георгий Сергеевич. Погиб в июле 1944 года».

## Наследие
Георгий Эфрон является автором дневников, написанных на русском и французском языках, которые содержат бесценную информацию о последних годах жизни Марины Цветаевой, а также о времени пребывания их семьи во Франции. Характеристики людей из круга «возвращенцев», с которыми они общались, дают важный материал историкам, занимающимся этой тематикой. Объём знаний о деятельности отца, которым обладал сын-подросток, позволяет предположить, что Цветаевой было известно о ней не меньше, что во многом может объяснить эмоциональный кризис и периоды полной творческой опустошённости, характерной для поэтессы в 1930-е годы. Но даже не эта сторона дневников является главной. Автор-герой Георгий Эфрон интересен прежде всего как свидетель времени и интересен совершенно исключительно. Дневники представляют не только значительную историческую, но и литературную ценность.

## Публикации
- Эфрон Г. Письма. — М.: Дом-музей Марины Цветаевой; Болшево: Музей М. И. Цветаевой, 2002.
- Эфрон Г. Дневники. Т. 1-2. — М., Вагриус, 2007.